# Efecte Vroman
L'efecte Vroman, batejat així per de Leo Vroman, s'exposa per adsorció de proteïnes a una superfície per proteïnes sèriques de la sang. Les proteïnes amb més mobilitat generalment arriben primer i posteriorment són substituïdes per proteïnes menys mòbils que tenen una afinitat major per la superfície. Un exemple típic d'aixó es produeix quan el fibrinogen desplaça proteïnes prèviament adsorbides en la superfície d'un biopolímer, i aquest posteriorment és reemplaçat per kininogen d'alt pes molecular. Aquest procés es produeix més lentament en espais estrets, i a les superfícies hidrofòbiques el fibrinogen no sol ser desplaçat. En condicions estàndards la deposició de les proteïnes té lloc en el següent ordre: albúmina; globulina; fibrinogen; fibronectina; factor XII, i HMWK.